# 金山 (加利福尼亞州)
金山（英語：Golden Hills）是位於美國加利福尼亞州克恩縣的一個人口普查指定地區。

## 地理
金山的座標為35°08′33″N 118°29′55″W / 35.14250°N 118.49861°W，而該地最高點為海拔高度1194米（即3917英尺）。

## 人口
根據2010年美國人口普查的數據，金山的面積為31.771平方千米，當中陸地面積為31.726平方千米，而水域面積為0.045平方千米。當地共有人口8656人，而人口密度為每平方千米272人。